# Familia Goldman
La familia Goldman es una familia ficticia de la serie animada Padre de familia formada por Mort y Muriel Goldman, los cuales tienen un hijo único, Neil Goldman. Los tres son de religión judía, por lo que no es de extrañar que uno de los miembros de la familia sea objetivo de los chistes, en especial en Mort Goldman, donde en últimas temporadas se ha puesto mucha énfasis en sus creencias.

## Mort Goldman
Mort Goldman es el cabeza de familia y casi siempre objeto de los chistes de la serie. Conoció a Muriel a través de una línea de contactos por vídeo, quien finalmente sería su mujer con la que tiene un hijo, Neil.
Su aspecto físico corresponde al típico nerd haciendo de él un hombre de apariencia afable y poco intimidatoria, por lo que también es objetivo de robos y atracos en la farmacia que regenta, en Ready, Willing, And Disabled Peter Griffin entró a robarle un frasco de anabolizantes, en Brian the Bachelor Chris destrozó el establecimiento para saquear los medicamentos para el acné y Meg en Dial Meg for Murder pretendió atracar al dueño a punta de pistola, en otros episodios se han visto ataques de muchas clases, desde disparar un cañón en Long John Peter hasta empotrar un caballo muerto dentro del local en Family Gay.
En cuanto a su salud, a pesar de estar aparentemente en condiciones normales, es considerado un hipocondríaco como bien lo revelaron él y su mujer en los episodios The Kiss Seen Around the World y Stuck Together, Torn Apart.
Su condición de judío es el rasgo que más le define siendo tal etnia estereotipada en él, ya sea en temas económicos como en 8 Simple Rules for Buying My Teenage Daughter donde aceptó a la hija de Peter como solución a 34.000 dólares que este le debía o Peter-assment cuando le contrató para tener sexo con su jefa a cambio de que esta dejara [a Peter] de acosarle, aparte del dinero, la historia de su religión también ha sido referenciada a través suya, en No meals on Wheels Peter, harto de las gorronerias de su amigo, decide instalar en su jardín un espantajudios (i.e. espantapájaros) con la cara de Adolf Hitler provocando la inmediata reacción de pánico del propio personaje, en Long John Peter hizo mención del Kristallnacht tras un destrozo sufrido en su establecimiento.
En Road to Germany tuvo que ser rescatado por Brian y Stewie después de que este fuera a parar a Varsovia durante los momentos previos de la invasión nazi de 1939.
Mort cuenta con la voz de John G. Brennan.

## Muriel Goldman
Muriel Goldman fue la esposa de Mort y madre de Neil Goldman. Casualmente tiene el mismo aspecto físico que el de su marido, al cual conoció a través de una línea de contactos. Aunque compartieron muchas características, no parece padecer hipocondría aunque si admitía que en su primer beso los dos estaban enfermos. Muriel muere asesinada por Diane Simmons en el primer episodio de la novena temporada.
Muriel cuenta con la voz de Nicole Sullivan.

## Neil Goldman
Neil Goldman es el hijo del matrimonio Goldman. Es el típico nerd de su instituto, al igual que sus padres, tiene la misma apariencia y está aquejado de acné, aunque no comparte la misma tonalidad de voz de ellos, solo disimulada por un aparato ortodontologico que le impide hablar con voz profunda.
Su primera aparición fue en The Story on Page One donde salió como director del periódico del instituto ofreciéndole un puesto a Meg, su interés por el periodismo le ha llevado a ser colaborador en las Noticias del Canal 5 junto a Meg donde casi pierden la vida cuando estaban filmando a un criminal (The Kiss Seen Around the World), en la misma escena, Meg accede a besarle siendo este el primer beso de ambos sin saber que este le estaba grabando para malestar de ella al enterarse, tras ser rechazado por ella Neil pretende tirarse del ayuntamiento siendo salvado por Meg cuando este se estaba cayendo por accidente.
Durante las primeras temporadas, Neil estuvo perdidamente enamorado de Meg, a pesar de que esta no le corresponde como bien se puede leer arriba, a pesar de ello mantienen una relación de amistad aunque de vez en cuando Neil intenta filtrear sin éxito, harto de los continuos rechazos empieza a salir con una chica llamada Cecilia para sorpresa de todos (Peter ofreció a Mort Goldman, su hija como novia de Neil a cambio de que le perdonara 34.000 dólares mediante un contrato), incluida Meg que empieza a sentir celos e intenta por todos los medios que vuelva a sentirse atraído por símisma, finalmente la joven consigue sus planes y empiezan una relación aunque este se mantiene escéptico por el repentino interés de ella, pero tan solo la usa para hacerle pagar todas las humillaciones sufridas. Finalmente Neil accede a cortar con ella diciéndole que no quiere salir con ella por obligación volviendo de nuevo con Cecilia. En las últimas temporadas, Neil parece haber perdido el interés por ella mostrándolo solo de manera esporádica. En Stew-Roids aparece como estudiante de audiovisuales.
Neil cuenta con la voz de Seth Green.